# آنجو اینامی
آنجو اینامی (انگلیسی: Anju Inami; ۷ فوریهٔ ۱۹۹۶ – ) صداپیشگی در ژاپن، و بازیگر اهل ژاپن بود.